# Penkenbahn

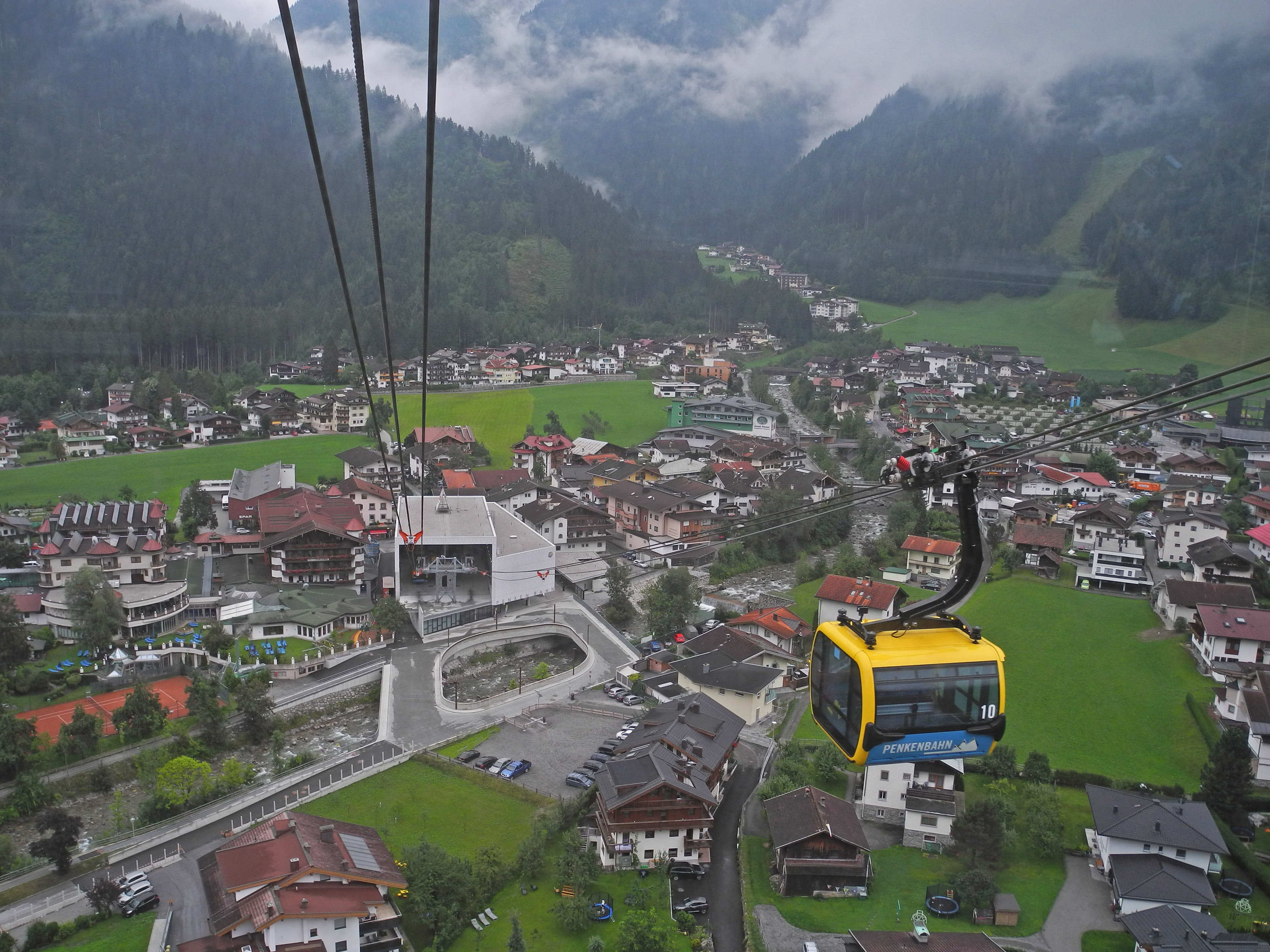
Eine der Gondeln der Penkenbahn mit Blick auf die Talstation

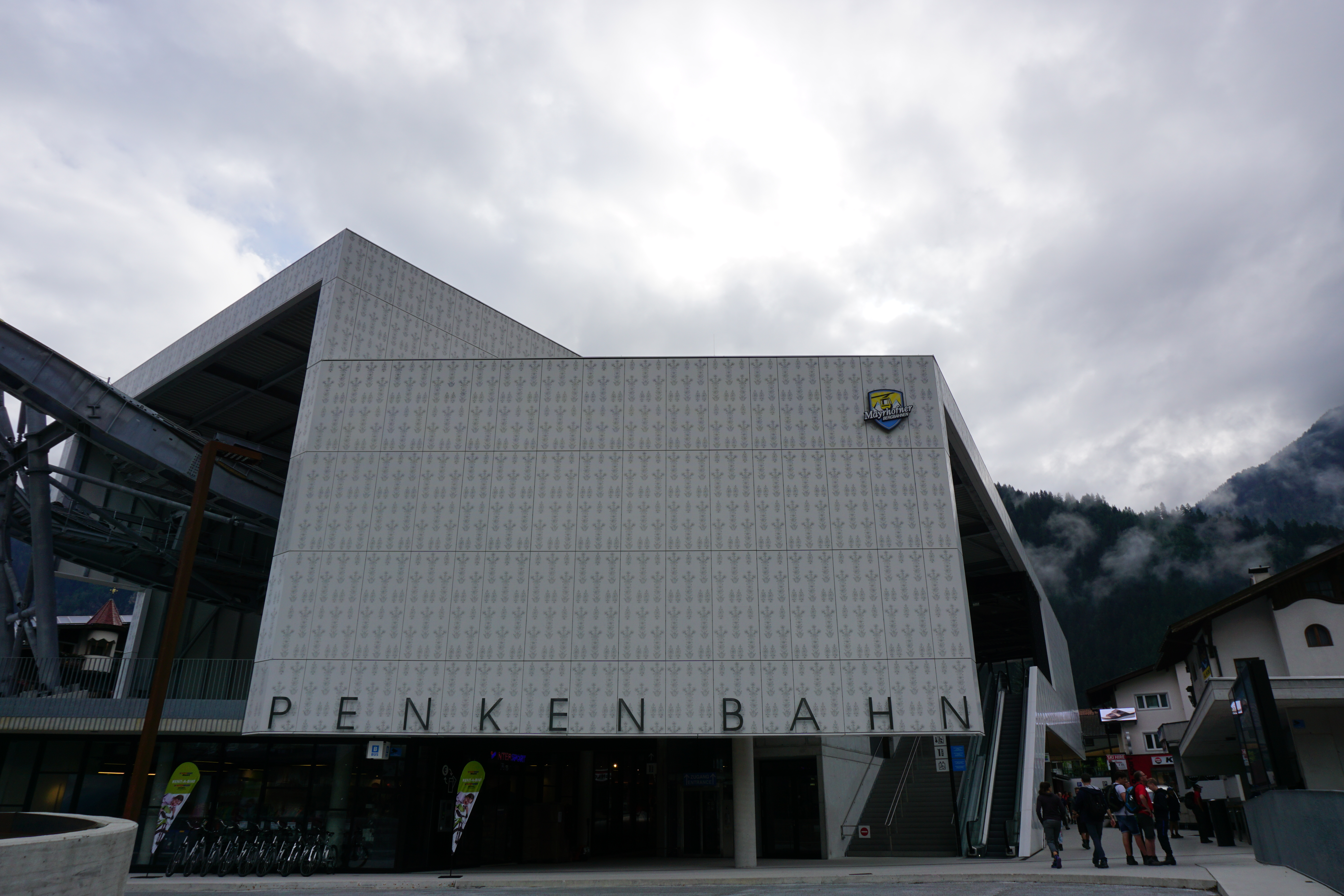
Talstation der Penkenbahn

Die Penkenbahn ist eine Seilbahn im Zillertal in Tirol, die von Mayrhofen auf den Penken hinaufführt. Sie wurde 1954 als Pendelbahn eröffnet, die 1996 durch eine Zweiseilumlaufbahn und 2015 durch eine Dreiseilumlaufbahn ersetzt wurde. Sie erschließt das Schigebiet Penken und wird von der Mayrhofner Bergbahnen AG betrieben.

## Technische Daten
Die Talstation liegt auf einer Höhe von 655 m an der Hauptstraße im Ort, ihre Bergstation auf 1790 m. Die Kabinen der Bahn fassen 32 Personen (24 Sitzplätze + 8 Stehplätze), die Fahrzeit beträgt 8,2 Minuten. Die größte Neigung der 2924 Meter langen Penkenbahn beträgt 74 Prozent. Die Förderkapazität beträgt bis zu 3840 Personen pro Stunde talwärts. Die Bergbeförderung ist mit 3360 Personen aus Gründen des Komforts (alle sitzend) und der Leistung des Antriebes limitiert.

## Baugeschichte

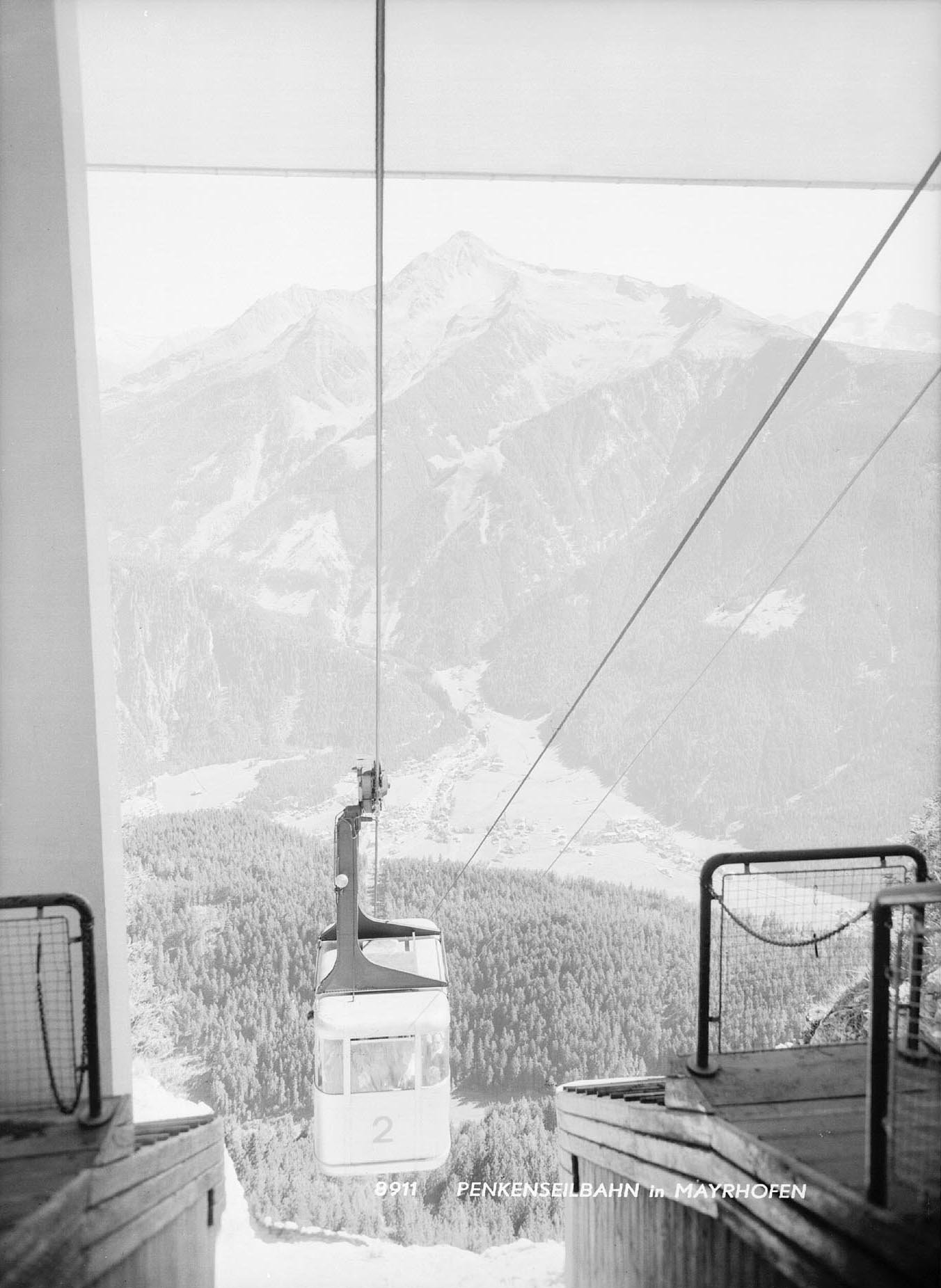
Die Penkenbahn um 1960

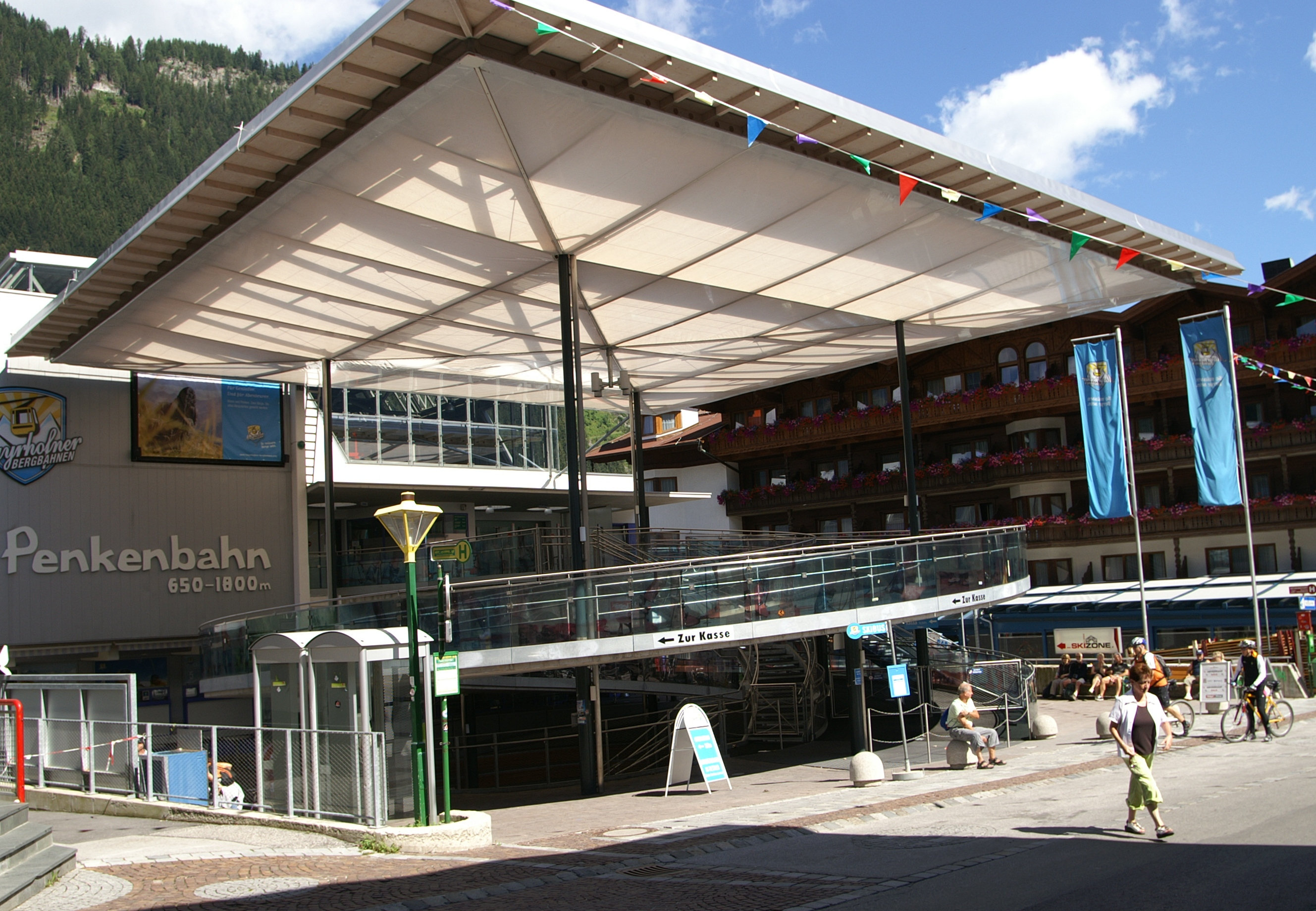
Ehemalige Talstation der Penkenbahn

Nach der Gründungsversammlung am 10. Mai 1953 im Hotel Neuhaus in Mayrhofen wurden vom damaligen Aufsichtsrat die vorbereitenden Baumaßnahmen für die erste Penkenbahn getroffen. Im Herbst 1953 wurde der Bau in Angriff genommen. Allen Schwierigkeiten zum Trotz, die sich aus der Bautätigkeit während des Winters ergaben, konnte die Penkenbahn am 7. Juli 1954 offiziell eröffnet werden. Ein Umbau der Penkenbahn wurde beschlossen und 1972 durchgeführt. Seitdem ermöglichte eine Umsteigestation den 4-Wagen-Betrieb, was die Förderleistung von 350 auf 650 Personen pro Stunde erhöhte. Am 24. November 1994 erhielt die Gesellschaft nach jahrelangen Bemühungen den positiven Baubescheid für den Neubau der Penkenbahn als Zweiseilumlaufbahn am alten Talstations-Standort. Dieses Projekt wies als Weltneuheit eine Abwinkelung von 7° bei der Mittelstütze auf, um die Gäste direkt ins Skigebiet zu bringen. Bereits am 27. November 1994 wurde mit den Aushubarbeiten für die neue Bergstation begonnen. Am 19. März 1995 fuhr die alte Penkenbahn zum letzten Mal. Trotz des äußerst knappen Terminplans konnte die neue Bahn rechtzeitig zum Beginn der Wintersaison fertiggestellt werden. Die offizielle Einweihung erfolgte am 20. Januar 1996. Die Beförderungskapazität konnte mit Kabinen für 15 Personen auf 2000 pro Stunde erhöht werden.
Der Erfolg dieser Seilbahn und die hohe Anzahl ihrer Betriebsstunden erforderte ab 2010 die Planung einer weiteren Erneuerung. Diese war aufgrund einer neuerlichen Erhöhung der Beförderungskapazität mit der Notwendigkeit eines neuen Verkehrskonzepts für den Ort eng verbunden.
Trotz Widerstandes eines Teils der Bevölkerung, auch bei einer Volksbefragung, wurde 2014 vom Gemeinderat ein neues Verkehrskonzept für Mayrhofen beschlossen, in dessen Mittelpunkt neben der Errichtung eines neuen Bahnhofs auch neue Verkehrswege umgesetzt wurden. Damit konnte der Neubau der Penkenbahn erfolgen. Am 19. Februar 2015 war der Beschluss für den Bau der Dreiseilumlaufbahn rechtskräftig, nachdem  sich die Mayrhofner Bergbahnen AG mit allen Anrainern geeinigt hatten. Mit 13. April 2015 wurden die Bauarbeiten offiziell gestartet. Um den Gästen einen Einblick in die Fortschritte beim Bau der Penkenbahn zu bieten, wurde ein Bautagebuch eingerichtet. Die neue Penkenbahn wurde am 19. Dezember 2015 offiziell eröffnet.

## Freileitungskreuzung
Die Penkenbahn überquert in ihrem Verlauf eine zweikreisige 110-kV-Drehstromfreileitung. Im Fall einer Havarie spielt dies jedoch keine Rolle, weil die neue Drei-Seil-Umlaufbahn mit redundanten Antriebssystemen immer in Betrieb bleiben kann. Als eine der ersten Bahnen weltweit benötigt sie daher kein Bergesystem mehr.